# Cal Ripken Jr.
Calvin Edwin Ripken Jr. (ur. 24 sierpnia 1960) – amerykański baseballista, który występował na pozycji łącznika i trzeciobazowego przez 21 sezonów w Baltimore Orioles.

## Przebieg kariery
Ripken został wybrany przez Orioles w 2. rundzie draftu 1979 roku. Początkowo występował w zespołach niższych lig, między innymi w Rochester Red Wings. W MLB zadebiutował 10 sierpnia 1981 w meczu przeciwko Kansas City Royals, w którym zdobył zwycięskiego runa w 12. inningu. Trzy lata później wystąpił po raz pierwszy (z dziewiętnastu) w Meczu Gwiazd MLB i został wybrany MVP American League. W 1987 menadżerem Baltimore Orioles został jego ojciec Cal Ripken, Sr.; w zespole występował wówczas także jego brat Billy. W 1991 został wybrany po raz drugi najbardziej wartościowym zawodnikiem sezonu. 10 lipca 1993 roku zaliczył 2000. uderzenie.
6 września 1995 Ripken w meczu pomiędzy Baltimore Orioles a California Angels wystąpił po raz 2131. z rzędu. Tym samym pobił rekord pod względem liczby kolejnych występów w MLB i wyprzedził w tej klasyfikacji Lou Gehriga, który rozegrał 2130 kolejnych meczów. Spotkanie obejrzało 46772 widzów w tym ówczesny prezydent Stanów Zjednoczonych Bill Clinton oraz wiceprezydent Al Gore. 14 czerwca 1996 pobił rekord (biorąc pod uwagę wszystkie zawodowe ligi baseballowe na świecie) w liczbie kolejnych występów, ustanowiony przez Japończyka Sachio Kinugasę, który grając w zespole Hiroshima Toyo Carp z ligi NPB, rozegrał 2215 kolejnych meczów. 20 września 1998 w meczu z New York Yankees, zakończył tę serię na 2632 meczach.
15 kwietnia 2000 roku w meczu przeciwko Minnesota Twins zaliczył 3000. uderzenie. Rok później zakończył karierę. W 2007 został członkiem Galerii Sław Baseballu.

## Nagrody i wyróżnienia
| Nagroda/wyróżnienie           | Lata | Źródło |
| 2× MVP National League        | 1954, 1965 | [ 6 ]  |
| 19× All-Star                  | 1983, 1984, 1985, 1986, 1987, 1988, 1989, 1990, 1991, 1992 1993, 1994, 1995, 1996, 1997, 1998, 1999, 2000, 2001 | [ 5 ]  |
| 2× All-Star Game MVP          | 1991, 2001 | [ 16 ] |
| 2× Gold Glove Award           | 1991, 1992 | [ 17 ] |
| 8× Silver Slugger Award       | 1983, 1984, 1985, 1986, 1989, 1991, 1993, 1994                                                                  | [ 18 ] |
| Zwycięzca w World Series      | 1983 | [ 19 ] |
| AL Rookie of the Year Award   | 1982 | [ 20 ] |
| Lou Gehrig Memorial Award     | 1992 | [ 21 ] |
| Roberto Clemente Award        | 1992 | [ 22 ] |
| Baseball Hall of Fame         | od 2007 | [ 15 ] |
| # 8 zastrzeżony przez Orioles | 2001 | [ 23 ] |